# アルヴィル
アルヴィル （Arville）は、フランス、サントル＝ヴァル・ド・ロワール地域圏、ロワール＝エ＝シェール県のコミューン。

## 歴史
テンプル騎士団が解散させられると、コマンドリーは聖ヨハネ騎士団のものとなった。フランス革命によりコマンドリーは国有財産となり、多くの小作農世帯が移り住んだ。
1979年、かつてのコマンドリーを自治体間連合ル・ペルシュが購入し、修復した。初めて一般公開されたのは1983年である。2000年、コマンドリーは、テンプル騎士団と壮大な十字軍を連想させる歴史センターとなった。

## 人口統計
| 1962年 | 1968年 | 1975年 | 1982年 | 1990年 | 1999年 | 2007年 | 2012年 |
| ------ | ------ | ------ | ------ | ------ | ------ | ------ | ------ |
| 229    | 228    | 178    | 152    | 122    | 108    | 118    | 77     |

source=1999年までLdh/EHESS/Cassini、2004年以降INSEE

## 史跡

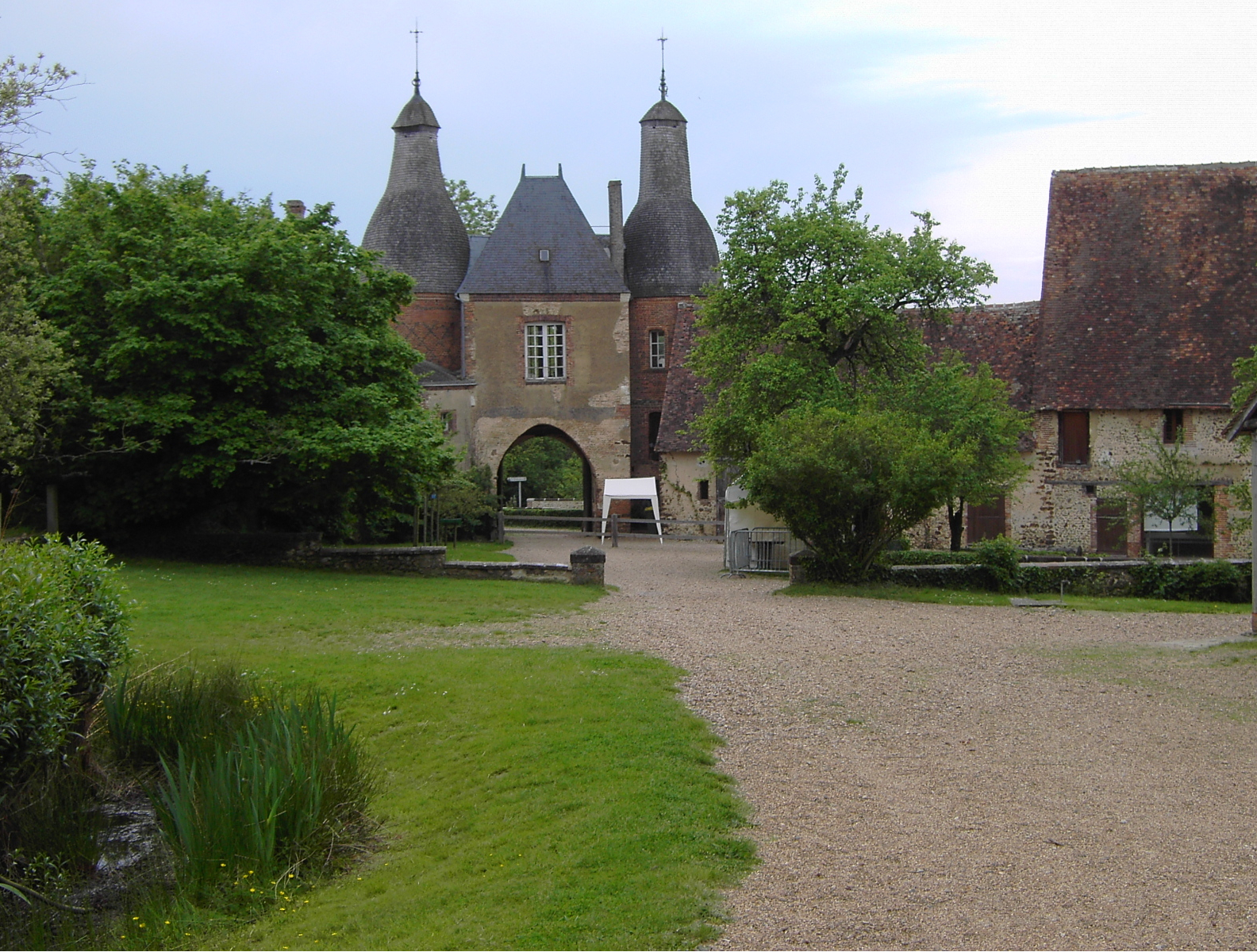
コマンドリー

コマンドリー - 12世紀に創設されているが、現在の建物は16世紀のものである。歴史文化財。十字軍の時代とテンプル騎士団の歴史をテーマとする博物館になっている。ハト小屋、納屋、庭園が見られる。アルヴィルの役場が建物のいくつかを占有している。